# Henricia exigua
Henricia exigua är en sjöstjärneart som beskrevs av Hayashi 1940. Henricia exigua ingår i släktet Henricia och familjen krullsjöstjärnor. Inga underarter finns listade i Catalogue of Life.